# نيتناو
نيتناو (بالألمانية: Nittenau) هي بلدة ألمانية تقع في ألمانيا في Schwandorf (district).

## المدن التوأمة
مدن بيبليس، Přeštice و ليك زوريخ (إلينوي) هي مدن توأمة لـنيتناو.